# 阿什利鎮區 (伊利諾伊州華盛頓縣)
阿什利鎮區（英語：Ashley Township）是位於美國伊利諾伊州華盛頓縣的一個行政鎮區。

## 地方資料
根據2010年美國人口普查的數據，阿什利鎮區的面積為63.20平方千米，當中陸地面積為63.20平方千米，而水域面積為0.00平方千米。當地共有人口771人，而人口密度為每平方千米12.2人。